# Morolake Akinosun
Morolake Akinosun (née le 17 mai 1994) est une athlète américaine, spécialiste des épreuves de sprint.

## Biographie
Le 21 mai 2017, elle remporte le Jamaica International Invitational en 11 s 06, devant Michelle-Lee Ahye (11 s 06 également) et Allyson Felix (11 s 07).

## Palmarès

### International
| Date | Compétition               | Lieu           | Résultat | Épreuve   | Temps   |
| ---- | ------------------------- | -------------- | -------- | --------- | ------- |
| 2016 | Jeux olympiques           | Rio de Janeiro | 1re      | 4 × 100 m | séries  |
| 2017 | Relais mondiaux de l'IAAF | Nassau         | finale   | 4 × 100 m | DNF     |
| 2017 | Championnats du monde     | Londres        | 1re      | 4 x 100 m | 41 s 82 |
| 2019 | Championnats du monde     | Doha           | 3e       | 4 x 100 m | 42 s 10 |
| 2022 | Championnats NACAC        | Freeport       | 1re      | 4 × 100 m | 42 s 35 |

## Records
| Épreuve | Performance | Lieu   | Date           |
| ------- | ----------- | ------ | -------------- |
| 100 m   | 10 s 95     | Eugene | 3 juillet 2016 |